# Apostolos Tzitzikostas

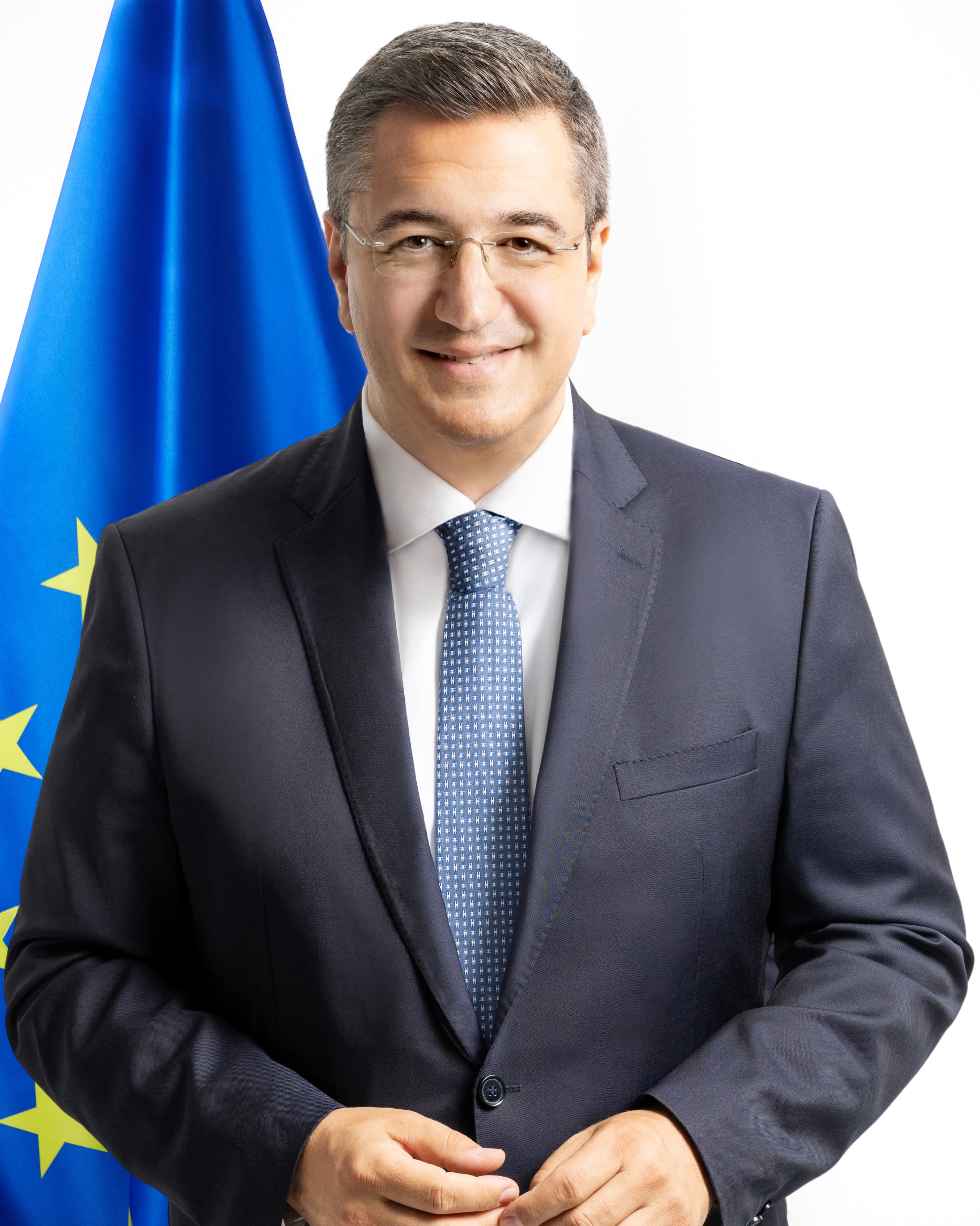
Apostolos Tzitzikostas (2024)

Apostolos Tzitzikostas (* 2. September 1978 in Thessaloniki) ist ein griechischer Politiker der Partei Nea Dimokratia. Von 2014 bis 2024 war er Gouverneur der Region Zentralmakedonien und von 2020 bis 2022 Präsident des Europäischen Ausschusses der Regionen.
Seit 2024 ist er EU-Kommissar für Nachhaltigen Verkehr und Tourismus in der Kommission von der Leyen II.

## Biografie
Apostolos Tzitzikostas wurde am 2. September 1978 in Thessaloniki geboren. Er ist verheiratet und hat einen Sohn.

### Ausbildung
Er studierte an der Georgetown University in Washington, D.C., wo er im Jahr 2000 seinen Abschluss machte. Anschließend absolvierte er 2002 seinen Master in European Public Policy am University College London.

### Politische Laufbahn
2007 wurde Apostolos Tzitzikostas als Vertreter der Partei Nea Dimokratia im ersten Bezirk von Thessaloniki zum Mitglied des griechischen Parlaments gewählt. Von 2010 bis 2014 war er stellvertretender Gouverneur von Zentralmakedonien und der Metropolregion Thessaloniki. In den Regionalwahlen 2014 wurde er zum Gouverneur gewählt und am Ende der Legislaturperiode bei den Wahlen 2019 im Amt bestätigt. Ebenfalls 2019 wurde er zum Vorsitzenden des Verbands griechischer Regionen gewählt. Er amtierte bis 2024.
2015 bewarb er sich um das Amt des Parteivorsitzenden der Nea Dimokratia. Letztendlich musste er sich bei der Wahl Anfang 2016 dem heutigen Ministerpräsidenten von Griechenland Kyriakos Mitsotakis geschlagen geben.
Von 2015 bis 2024 saß er als Mitglied im Europäischen Ausschusses der Regionen. Im Juli 2017 wurde er zum Leiter der griechischen Delegation gewählt. Ab 2017 war er außerdem Vizepräsident des Ausschusses. Von 2020 bis 2022 amtierte er als dessen Präsident.
Im August 2024 nominierte die griechische Regierung Tzitzikostas als nationalen Kandidat für die Kommission von der Leyen II. Am 17. September 2024 wurde er von Kommissionspräsidentin Ursula von der Leyen als EU-Kommissar für Nachhaltigen Verkehr und Tourismus vorgeschlagen. Er trat das Amt am 1. Dezember 2024 an.